# Oberschönegg
Oberschönegg è un comune tedesco di 963 abitanti, situato nel land della Baviera.